# Diplotaxodon
Diplotaxodon – rodzaj słodkowodnych ryb okoniokształtnych z rodziny pielęgnicowatych (Cichlidae).

## Występowanie
Gatunki endemiczne jeziora Malawi (Niasa) w Afryce.

## Klasyfikacja
Gatunki zaliczane do tego rodzaju:
- Diplotaxodon aeneus Turner & Stauffer, 1998
- Diplotaxodon altus Stauffer, Phiri & Konings, 2018[3]
- Diplotaxodon apogon Turner & Stauffer, 1998
- Diplotaxodon argenteus Trewavas, 1935
- Diplotaxodon dentatus Stauffer & Konings, 2021
- Diplotaxodon ecclesi Burgess & Axelrod, 1973
- Diplotaxodon greenwoodi Stauffer & McKaye, 1986
- Diplotaxodon limnothrissa Turner, 1994
- Diplotaxodon longimaxilla Stauffer, Phiri & Konings, 2018[3]
- Diplotaxodon macrops Turner & Stauffer, 1998

Gatunkiem typowym jest Diplotaxodon argenteus.